# Corin Tucker

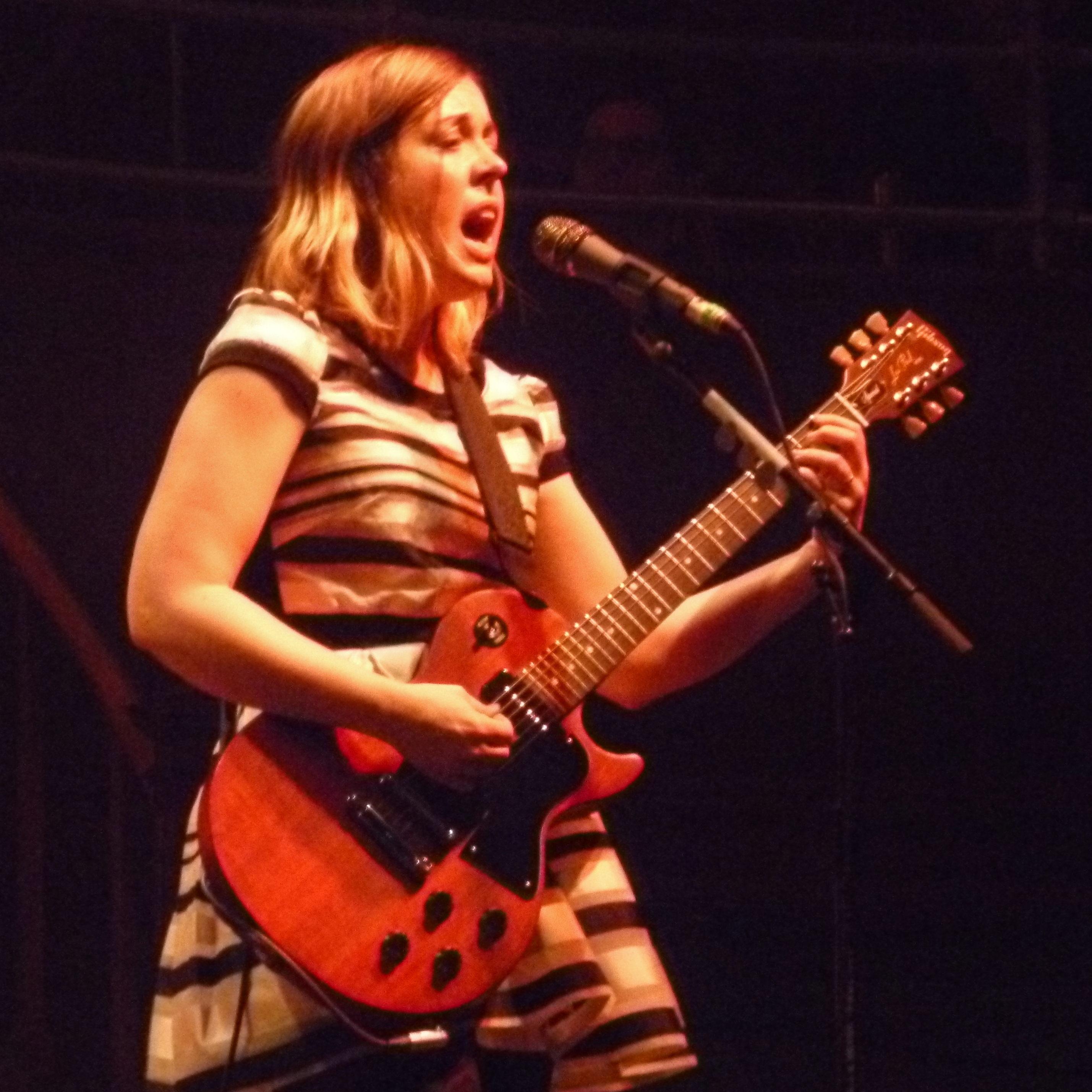
Corin Tucker mit Sleater-Kinney

Corin Tucker (* 9. November 1972 in State College, Pennsylvania) ist eine US-amerikanische Sängerin, Songwriterin und Gitarristin, die insbesondere als Mitglied der Rockband Sleater-Kinney bekannt ist. Sie ist auch Mitglied der Rockband Filthy Friends und hat Alben mit der Punkband Heavens to Betsy sowie der Corin Tucker Band aufgenommen.
Rolling Stone nennt sie auf Platz 155 der 200 größten Sängerinnen und Sänger aller Zeiten.

## Leben
Tucker wuchs in Grand Forks, North Dakota auf. Ihr Vater war Collegeprofessor, ihre Mutter Medizintechnikerin. Ihr Vater ist Folksänger und Musiker. Sie erhielt ab dem Alter von zwölf Jahren Klavierunterricht. Auf der High School in Eugene, Oregon, spielte sie in der Band This That.
Tucker sei „mit den Beatles aufgewachsen“; andere musikalische Einflüsse sind R.E.M.'s Album Murmur, das sie mit elf hörte, sowie der Soundtrack von The Wizard of Oz, Joan Jett & the Blackhearts’ I Love Rock 'N' Roll, The B-52's, Pat Benatars Get Nervous, Televisions Marquee Moon und Bikini Kill. Als erstes Konzert erlebte sie die Band X in Eugene etwa 1987.
Tucker besuchte ab 1990 das Evergreen State College in Olympia, Washington, wo sie Film, politische Ökonomie und Sozialwissenschaften studierte. Sie wurde durch die Musikszene in Olympia beeinflusst, darunter Bratmobile und Bikini Kill, über die sie einen Dokumentarfilm drehte, und gründete die Band Heavens to Betsy. Sie schloss das College 1994 ab.
Sie nennt als Vorbilder Maya Angelou, Nora Ephron und Patti Smith.
Trotz ihres Umzugs nach Portland, Oregon, bezeichnet Tucker sich als „small-town girl“ aus Eugene.

## Karriere
Seit 1991 ist Tucker Sängerin (meist Leadsängerin), Gitarristin und Songwriterin verschiedener Rockbands. Esquire bezeichnete Tucker 1999 „als interessanteste Sängerin der Popmusik seit 1991“.

### Heavens to Betsy
Tucker und Tracy Sawyer, eine Freundin aus Eugene, waren Gründungsmitglieder der Riot Grrrl Band Heavens to Betsy. Tucker spielte ihr erstes Konzert auf der International Pop Underground Convention im August 1991. Heavens to Betsy nahmen eine Single mit Bratmobile auf sowie mehrere Singles für unabhängige Plattenlabel. Die Band brachte 1994 das Album Calculated heraus und zerbrach im gleichen Jahr Rolling Stone sieht Heavens to Betsy als herausragende Band der Riot-Grrrl Bewegung.

### Heartless Martin
Heartless Martin war ein Projekt mit Becca Albee von Excuse 1, das die  EP Tonigh veröffentlichte.

### Sleater-Kinney
Nach dem Auseinanderbrechen von Heavens to Betsy 1994 gründete Tucker Sleater-Kinney mit Carrie Brownstein von Excuse 17 und Lora McFarlane. Tucker schrieb die meisten Texte, sang die Leads und spielte zweite Gitarre. Janet Weiss ersetzte McFarlane am Schlagzeug. 1999 bezeichnete Esquire Sleater-Kinney als „beste Band der Welt.“ Sleater-Kinney veröffentlichten in elf Jahren sieben Alben. Im August 2006 war das letzte Konzert im Crystal Ballroom in Portland geplant. Die Band fand aber wieder zusammen und nahm 2015 No Cities to Love, 2019 The Center Won't Hold auf sowie Path of Wellness 2021.

### Cadallaca
Tucker arbeitete auch mit der Band Cadallaca mit Sarah Dougher und Schlagzeuger STS von The Lookers, die 1998 ihr erstes Album Introducing Cadallaca veröffentlichte sowie im Jahr 2000 die EP Out West bei Kill Rock Stars.

### The Corin Tucker Band
Im April 2010 kündigte Tucker ein Soloalbum für Kill Rock Stars an, bei dem sie von Sara Lund (Unwound),  Golden Bear’s, Circus Lupus und Seth Lorinczi unter dem Namen The Corin Tucker Band unterstützt wurde. Das Album 1,000 Years erschien im Oktober 2010. Die elf Songs unterscheiden sich von anderen Projekten – langsamerer Folk und Americana, Tucker spielte akustische Gitarre. Tucker: „[the album is] definitely more of a middle-aged mom record, in a way. It's not a record that a young person would write... There's some sadness, some reinvention, some rebirth.“ Als Einflüsse nannte sie Post-Punk-Gruppen wie English Beat, The Raincoats, The Slits sowie Sinéad O’Connors The Lion and the Cobra.
Das Album erhielt überwiegend positive Kritiken. Rolling Stone: „She's not shredding the awesome vocal cords so much, but she gets fierce in other ways, trying on cellos and piano ballads. When she finally cranks it up Sleater-Kinney-style on 'Doubt,' it feels earned: a cry of self-determination, as inspiring as ever.“ Pitchfork: „This album's strengths—its intimacy, its containment, its subtlety—are not the qualities that made Sleater-Kinney great, but it would be ungenerous to dismiss this because it's not as thrilling, confrontational, or exuberant.“ Jedoch Entertainment Weekly:  „[songs] sound scrapbooked from other '90s-centric acts (Liz Phair, Pavement) but never take on a form of their own.“ Es gab eine Tour und Auftritte auf Festivals.
Das zweite Album Kill My Blues erschien im September 2012 und besteht aus zwölf Songs. Tucker: „For this record, we really bonded, the four of us, being on tour and playing music together, so in writing this record, we all worked together in the practice space, writing these songs and just enjoying the writing process and everything that came out of it.“  „[The resulting songs cover] the finite nature of existence, the stalemate of our political climate, a moment in the transition from girlhood to womanhood...[and] love of different kinds.“ Das Allbum klingt  Sleater-Kinney ähnlicher 1,000 Years.  „This album harks somewhat to the glory days of the Riot Grrrl Olympia scene of the late '90s, but it's by no means retrospective or reactionary.“ Jedoch: „Kill My Blues will inevitably go down as one of the most underrated albums of the year.“ Auch zu dem Album gab es eine Tour.

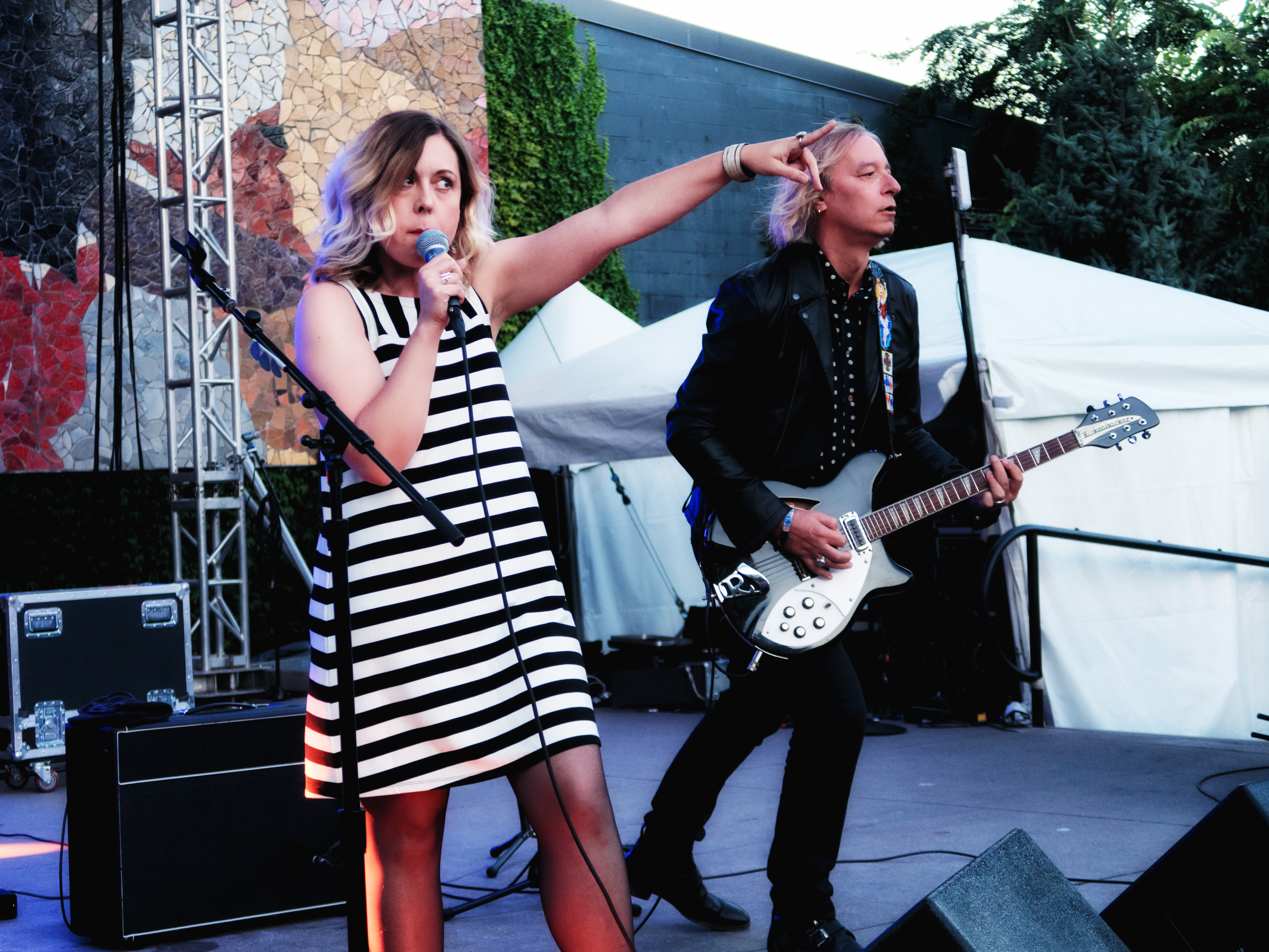
Filthy Friends (Tucker and Buck), 2017

### Filthy Friends
Tucker ist Leadsängerin der Alternative-Rock-Band Filthy Friends  mit Peter Buck von R.E.M als Gitarristen. Die 2014 gegründete Band hat zwei Alben veröffemtlicht: Invitation (2017) und Emerald Valley (2019). Tucker schrieb den Großteil der Texte,
Für Emerald Valley, spielte sie Bucks Fender Musicmaster Gitarre. Tucker: „It's a smaller-sized Fender guitar, and I love it. It's really different, and it makes me play differently in this band, because I usually play a Gibson Les Paul and I'm usually a rhythm guitar player, almost a bass player, in Sleater-Kinney.“

### Andere Projekte
Tucker snag Backing Vocals auf zwei Alben von Peter Buck, u. a. Peter Buck (2012). sowie 2008 im Duett mi Eddie Vedder von Pearl Jam den Titelsong vo John Does EP The Golden State. 2007 sang sie „Hard Sun“ auf Vedders Soundtrack für den Film Into the Wild. I2018 coverte den Titeltrack „Shine On,“ für ein Album der The Jim Henson Company anlässlich des 30. Jubiläums von Die Fraggles.
Tucker trat in zwei Episoden von Carrie Brownsteins Serie Portlandia auf, wo sie ein Mitglied der fiktiven Band Echo Echo spielt und die in ihrem Haus gedreht wurden.
Tucker spielt sich selbst in The Punk Singer (2013), Burn to Shine 03: Portland, OR (2006) und Don't Need You: The Herstory of Riot Grrrl (2005) sowie in einer Folge von The L Word (2006) und der Webserie Sound Advice (2015).

## Persönliches
Tucker bezeichnete sich früher als lesbisch, heute als bisexuell, und hatte mit 19 Jahren ihr Coming-Out gegenüber ihrer Familie. Am Beginn von Sleater-Kinney datete sie Carrie Brownstein und schrieb darüber „One More Hour“.
Tucker unterstützt die Pro-Choice-Bewegung  und als leidenschaftliche Feministin den Kampf für Gleichberechtigung. Sie setzte sich gegen den Irakkrieg ein sowie in ihren Texten für Filthy Friends gegen Waldsterben, Ölpipelines und das U.S. Immigration and Customs Enforcement.
Tucker heiratete im Jahr 2000 den Filmemacher Lance Bangs auf Island. Sie haben einen Sohn und eine Tochter
Neben der Musik betreibt sie Webentwicklung und dreht Videos insbesondere für ein Gesundheitsunternehmen.

## Ausstattung

### Sleater-Kinney (2018)

#### Gitarre
- Danelectro U-2[47]
- Danelectro DC-59[47]
- 1960s Gibson SG Junior[47]
- Gibson Les Paul Specials[47]

#### Pedal
- Bass Micro Synthesizer von Electro-Harmonix[47]

#### Effekte
- Boss GE-7 Graphic EQ[47]
- Eventide Mod Factor[47]

#### Verstärker
- Fender Pro Junior[47]
- Orange[47]
- Fender Twin Reverb[47]
- Ampeg[47]

### Filthy Friends (2019)

#### Verstärker
- Fender Deluxe Reverb[30]
- Fender Twin[30]

Gitarre
- Fender Musicmaster[30]

Effekte
- Catalinbread 5F6 Formula distortion pedal[30]

Mikrophon
- Neumann[30]

## Diskographie

### Heartless Martin
- Tonigh (1993)[13]

### Heavens to Betsy
- Heavens to Betsy (1992)[2]
- Calculated (1994)[2]

### Sleater-Kinney
- Sleater-Kinney (1995)[2]
- Call the Doctor (1996)[2]
- Dig Me Out (1997)[2]
- The Hot Rock (1999)[2]
- All Hands on the Bad One (2000)[2]
- One Beat (2002)[2]
- The Woods (2005)[2]
- No Cities to Love (2015)[2][15]
- The Center Won't Hold (2019)[15]
- Path of Wellness (2021)[15]
- Little Rope (2024)[48][45]

### Cadallaca
- Introducing Cadallaca (1998)[2][17]
- Out West, EP (1999)[18][2]

### The Corin Tucker Band
- 1,000 Years (2010)[2][20]
- Kill My Blues (2012)[2][26]

### Filthy Friends
- Invitation (2017)[7]
- Emerald Valley (2019)[30]